# Декабрь 2018 года

Список событий декабря 2018 года.

## События
- 1 декабря
  - Около 40 повторных толчков зарегистрировано в течение трёх часов после подземного толчка магнитудой 7,0 в американском штате Аляска[1].
  - Лопес Обрадор официально вступил в должность президента Мексики[2]
  - Завершился Саммит G-20 в Буенос-Айресе[3].
- 3 декабря
  - Катар заявил о своём выходе из ОПЕК начиная с 1 января 2019 года[4].
  - SpaceX запустила РН Falcon 9 с первой ступенью, побывавшей в космосе третий раз[5].
- 4 декабря
  - Управление МВД по Краснодару отказало в возбуждении уголовного дела в отношении рэпера Хаски, не найдя в его действиях признаков преступления[6].
  - Премьер-министр Франции Эдуар Филипп объявил о введении в стране моратория на повышение цен на топливо в связи с массовыми протестами[7].
  - Космический аппарат OSIRIS-REx достиг своей цели — астероида Бенну[8].
  - Футболист Лука Модрич полузащитник сборной Хорватии, получил «Золотой мяч» — приз лучшему футболисту года по версии еженедельника «France Football»[9].
  - Благотворительная акция по бросанию мягких игрушек[англ.] в городе Херши (США) установила мировой рекорд по количеству собранных игрушек[10].
- 5 декабря
  - Банк Швеции заявил об возможном отказе от наличного обращения в стране в течение следующих пяти лет[11].
  - Переизбранное коалиционное правительство Люксембурга во главе с Ксавье Беттелем объявило, что Люксембург станет первой в мире страной с бесплатным общественным транспортом[12].
- 6 декабря
  - Прошла пятая церемония The Game Awards, лучшей видеоигрой года объявлена God of War[13].
- 7 декабря
  - С космодрома Сичан запущен космический зонд с китайским луноходом для первой посадки на обратной стороне Луны — Чанъэ-4[14].
- 9 декабря
  - На досрочных парламентских выборах в Армении победил блок Никола Пашиняна «Мой шаг» (70,43 %)[15].
- 10 декабря
  - Президент Молдовы Игорь Додон временно отстранен от должности[16].
  - Международная конференция ООН, проходящая в Марракеше (Марокко), приняла Глобальный пакт о безопасной, упорядоченной и регулируемой миграции[17].
  - Президент Украины Пётр Порошенко подписал закон о непродлении действия Договора о дружбе, сотрудничестве и партнерстве между Украиной и Российской Федерацией, что означает прекращении действия договора с 1 апреля 2019 года[18].
  - Президент Франции Эммануэль Макрон заявил о введении «чрезвычайного экономического и социального положения» во Франции в связи с протестами «жёлтых жилетов»[19].
  - В Стокгольме и Осло состоялось вручение Нобелевских премий за 2018 год[20].
- 11 декабря
  - Европейский парламент одобрил резолюцию, поддерживающую заявки Румынии и Болгарии на присоединение к Шенгенской зоне[21].
  - Конституционный суд Турции постановил, что запрет на ношение хиджаба в университетах страны является нарушением права на образование и свободу вероисповедания[22].
- 12 декабря
  - В Страсбурге произошла стрельба, результате чего 5 человек убиты и 11 ранены[23].
  - Палата представителей Конгресса США признала геноцидом голодомор на Украине[24].
- 13 декабря
  - Парламент Ирландии легализовал аборты[25].
  - В афганской провинции Герат состоялась церемония открытия Лазуритового коридора[26].
  - Указом президента РФ Владимира Путина центр Дальневосточного федерального округа был перенесён из Хабаровска во Владивосток[27].
  - Космоплан частной космической компании Virgin Galactic «VSS Unity» класса SpaceShipTwo с двумя пилотами на борту достиг высоты 82,7 км, поднявшись выше границы космического пространства по версии ВВС США (80,45 км)[28].
- 15 декабря
  - На Объединительном соборе в Киеве под председательством митрополита Галльского Эммануила (Адамакиса) 190 делегатов[29], приняли решение о создании в составе Константинопольского патриархата Православной церкви Украины, предстоятелем которой был избран митрополит Переяславский и Белоцерковский УПЦ КП Епифаний (Думенко)[30].
- 16 декабря
  - Саломе Зурабишвили приняла присягу и официально вступила в должность президента Грузии[31].
  - США вернули Филиппинам три колокола церкви Балангига вывезенные как военный трофей в 1901 году[англ.][32].
- 17 декабря
  - Бельгия выиграла золотые медали кубка Мира в хоккее на траве[33].
- 18 декабря
  - Генассамблея ООН приняла резолюцию Управления верховного комиссара по делам беженцев в поддержку Глобального договора о беженцах[34].
  - Премьер-министр Бельгии Шарль Мишель подал в отставку[35].
  - На расстоянии 120 астрономических единиц от Солнца обнаружено самое далёкое небесное тело (Farout) из всех когда-либо наблюдавшихся в Солнечной системе[36].
- 19 декабря
  - Появление дронов над посадочной полосой аэропорта Гатвик в Лондоне привело к закрытию аэропорта более чем на 14 часов[37].
  - Президент США Дональд Трамп объявил о выводе американских войск из Сирии[38].
- 20 декабря
  - Президент США Дональд Трамп объявил об отставке министра обороны США Джеймса Мэттиса[39].
  - Президент Турции Реджеп Эрдоган сменил послов в 25 странах, в том числе России, Украине и Узбекистане[40].
- 21 декабря
  - Участники проекта GIMPS объявили об открытии нового самого большого простого числа, это одно из чисел Мерсенна 282.589.933−1[41]
  - В Венгрии прошли акции протеста против закона, повышающего количество допустимых сверхурочных часов работы в год[42].
- 22 декабря
  - На побережье Зондского пролива в Индонезии обрушилось цунами, число жертв достигло 334 человек[43].
  - Частично заблокирована работа правительства США после того как Конгресс не принял законопроект о бюджете, предусматривавший выделение 5,7 миллиарда долларов на строительство стены на границе с Мексикой[44].
- 24 декабря
  - В Хабаровском крае в 73 км от посёлка Чекунда Верхнебуреинского района либо из-за возможного падения метеорита, либо из-за цунами[45] оползнем перекрыло русло реки Бурея[46], из-за чего снизился приток воды в водохранилище Бурейской ГЭС.
  - В Германии в Ботропе (Северный Рейн-Вестфалия) закрылась последняя шахта по добыче каменного угля Bergwerk Prosper-Haniel[47].
- 26 декабря
  - Президент Украины Петр Порошенко официально объявил о прекращении военного положения на Украине[48].
- 28 декабря
  - Официальное подтверждение передачи города Манбидж и его окрестностей под контроль подразделений Сирийской Арабской Армии опубликовала пресс-служба курдских «Отрядов народной самообороны»[49].
  - В Лейпциге начался 35-й Всемирный конгресс хакеров[50].
- 30 декабря
  - После гибели студента в Боснии и Герцеговине начались протесты с требованиями об уходе в отставку министра внутренних дел Республики Сербской Драгана Лукача[51].
  - В Белграде (Сербия) десятки тысяч человек в ночь с 29 на 30 декабря вышли на протесты против президента Александра Вучича и правительства Сербии. Поводом для протестов стало нападение 23 ноября на лидера оппозиционной партии «Левица» (sr:Левица Србије) Борислава Стефановича и двух его соратников[52].
- 31 декабря
  - В Магнитогорске (Челябинская область) из-за предположительно взрыва бытового газа обрушился подъезд десятиэтажного дома[53]. 39 человек погибли[54].